# Aedeomyia africana
Aedeomyia africana är en tvåvingeart som beskrevs av Neveu-lemaire 1906. Aedeomyia africana ingår i släktet Aedeomyia och familjen stickmyggor. Inga underarter finns listade i Catalogue of Life.